# Leucopogon
Leucopogon är ett släkte av ljungväxter. Leucopogon ingår i familjen ljungväxter.

## Bildgalleri

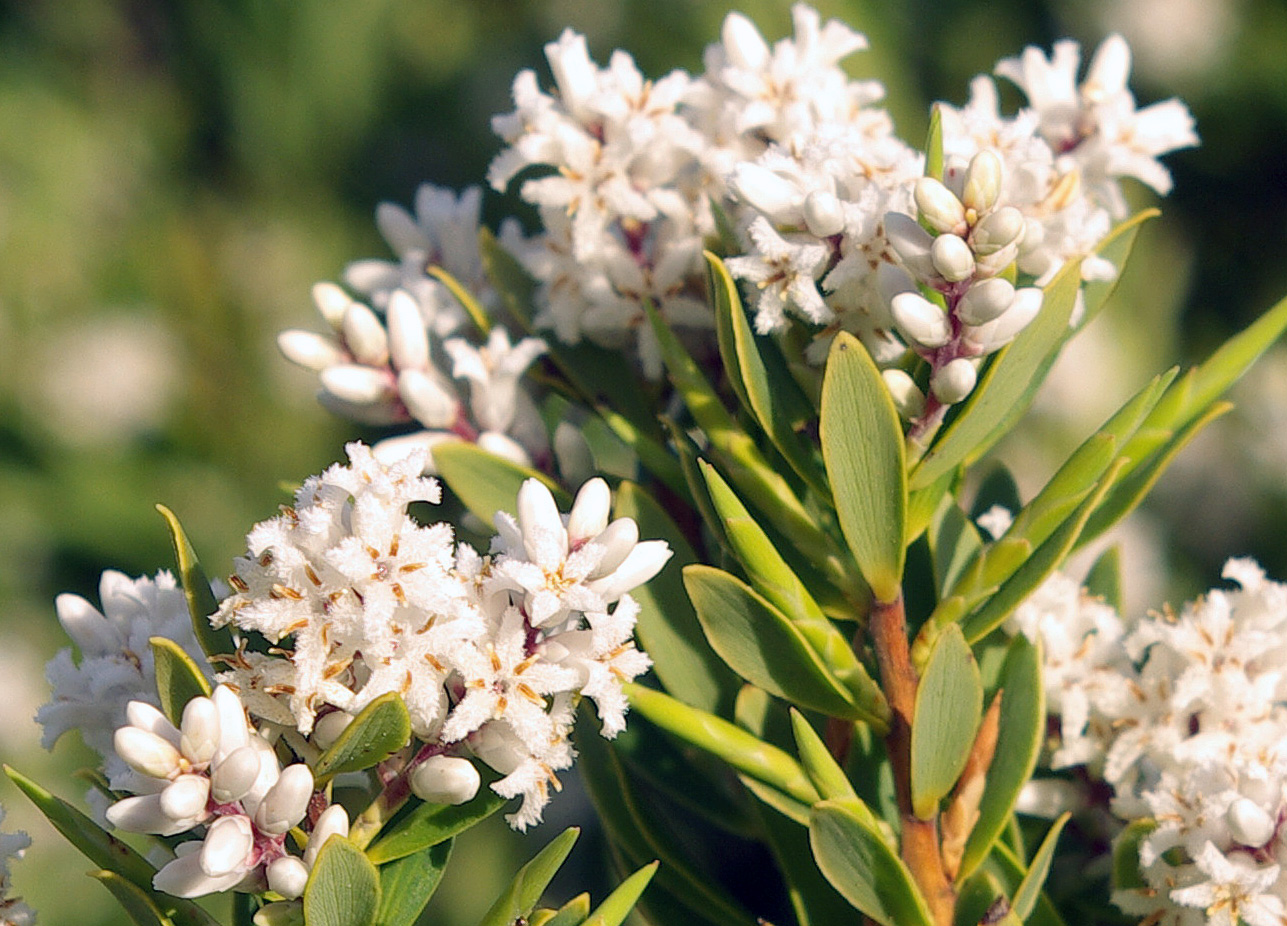

## Dottertaxa tillLeucopogon, i alfabetisk ordning[1]
- Leucopogon abnormis
- Leucopogon acicularis
- Leucopogon acuminatus
- Leucopogon allittii
- Leucopogon alternifolius
- Leucopogon altissimus
- Leucopogon amplectens
- Leucopogon amplexicaulis
- Leucopogon apiculatus
- Leucopogon appressus
- Leucopogon assimilis
- Leucopogon atherolepis
- Leucopogon attenuatus
- Leucopogon australis
- Leucopogon balansae
- Leucopogon biflorus
- Leucopogon blakei
- Leucopogon blepharolepis
- Leucopogon borealis
- Leucopogon bossiaea
- Leucopogon bracteolaris
- Leucopogon brevicuspis
- Leucopogon breviflorus
- Leucopogon brevistylis
- Leucopogon canaliculatus
- Leucopogon capitellatus
- Leucopogon carinatus
- Leucopogon cinereus
- Leucopogon clelandi
- Leucopogon cochlearifolius
- Leucopogon collinus
- Leucopogon compactus
- Leucopogon conchifolius
- Leucopogon concinnus
- Leucopogon concurvus
- Leucopogon confertus
- Leucopogon conostephioides
- Leucopogon cordatus
- Leucopogon cordifolius
- Leucopogon corynocarpus
- Leucopogon coryphilus
- Leucopogon costatus
- Leucopogon crassiflorus
- Leucopogon cryptanthus
- Leucopogon cucullatus
- Leucopogon cuneifolius
- Leucopogon cuspidatus
- Leucopogon cymbiformis
- Leucopogon cymbulae
- Leucopogon dammarifolius
- Leucopogon deformis
- Leucopogon denticulatus
- Leucopogon dielsianus
- Leucopogon distans
- Leucopogon elatior
- Leucopogon elegans
- Leucopogon enervius
- Leucopogon ericoides
- Leucopogon esquamatus
- Leucopogon exolacius
- Leucopogon fimbriatus
- Leucopogon flavescens
- Leucopogon fletcheri
- Leucopogon flexifolius
- Leucopogon florulentus
- Leucopogon forbesii
- Leucopogon fraseri
- Leucopogon gelidus
- Leucopogon gibbosus
- Leucopogon gilbertii
- Leucopogon glabellus
- Leucopogon glacialis
- Leucopogon glaucifolius
- Leucopogon gnaphalioides
- Leucopogon gracilis
- Leucopogon gracillimus
- Leucopogon grandiflorus
- Leucopogon hamulosus
- Leucopogon heterophyllus
- Leucopogon hirsutus
- Leucopogon hispidus
- Leucopogon imbricatus
- Leucopogon infuscatus
- Leucopogon insularis
- Leucopogon interruptus
- Leucopogon interstans
- Leucopogon javanicus
- Leucopogon juniperinus
- Leucopogon lanceolatus
- Leucopogon lasiophyllus
- Leucopogon lasiostachys
- Leucopogon lavarackii
- Leucopogon leptanthus
- Leucopogon leptospermoides
- Leucopogon lloydiorum
- Leucopogon longistylis
- Leucopogon macrocarpus
- Leucopogon malayanus
- Leucopogon margarodes
- Leucopogon marginatus
- Leucopogon maritimus
- Leucopogon melaleucoides
- Leucopogon microphyllus
- Leucopogon milliganii
- Leucopogon minutifolius
- Leucopogon mitchellii
- Leucopogon mollis
- Leucopogon multiflorus
- Leucopogon muticus
- Leucopogon nanus
- Leucopogon neoanglicus
- Leucopogon neurophyllus
- Leucopogon nitidus
- Leucopogon nutans
- Leucopogon obovatus
- Leucopogon obtectus
- Leucopogon obtusatus
- Leucopogon oldfieldii
- Leucopogon oliganthus
- Leucopogon opponens
- Leucopogon oppositifolius
- Leucopogon oreophilus
- Leucopogon ovalifolius
- Leucopogon ozothamnoides
- Leucopogon pancheri
- Leucopogon paradoxus
- Leucopogon pendulus
- Leucopogon phyllostachys
- Leucopogon piliferus
- Leucopogon planifolius
- Leucopogon plumuliflorus
- Leucopogon pogonocalyx
- Leucopogon polymorphus
- Leucopogon polystachyus
- Leucopogon propinquus
- Leucopogon psammophilus
- Leucopogon pubescens
- Leucopogon pulchellus
- Leucopogon racemulosus
- Leucopogon recurvisepalus
- Leucopogon reflexus
- Leucopogon remotus
- Leucopogon riparius
- Leucopogon rodwayi
- Leucopogon rotundifolius
- Leucopogon rubricaulis
- Leucopogon rufus
- Leucopogon rugulosus
- Leucopogon rupicola
- Leucopogon ruscifolius
- Leucopogon setiger
- Leucopogon sonderensis
- Leucopogon spectabilis
- Leucopogon sprengelioides
- Leucopogon squarrosus
- Leucopogon stokesii
- Leucopogon striatus
- Leucopogon strictus
- Leucopogon strongylophyllus
- Leucopogon stuartii
- Leucopogon tamariscinus
- Leucopogon tamminensis
- Leucopogon tenuicaulis
- Leucopogon tenuis
- Leucopogon tetragonus
- Leucopogon thymifolius
- Leucopogon trichostylus
- Leucopogon unilateralis
- Leucopogon validus
- Leucopogon veillonii
- Leucopogon verticillatus
- Leucopogon wheelerae
- Leucopogon virgatus
- Leucopogon woodsii
- Leucopogon xerampelinus
- Leucopogon yorkensis